# En annorlunda värld
En annorlunda värld (engelska: Strange World) är en amerikansk datoranimerad långfilm från 2022 i produktion av Walt Disney Animation Studios. Den är regisserad av Don Hall, med manus skrivet av Qui Nguyen.
Filmen hade biopremiär i Sverige den 25 november 2022, utgiven av Walt Disney Studios Motion Pictures.

## Handling
Filmen handlar om de legendariska Clades, en familj upptäcktsresande, som blir utsatt för sitt största och mest avgörande uppdrag. Familjens olikheter och tillit blir prövade när de ska utforska ett okänt och förrädiskt land.

## Rollista
| Roll            | Engelsk röst         | Svensk röst        |
| --------------- | -------------------- | ------------------ |
| Searcher Clade  | Jake Gyllenhaal      | Jakob Stadell      |
| Jaeger Clade    | Dennis Quaid         | Mattias Knave      |
| Ethan Clade     | Jaboukie Young-White | Tusse              |
| Meridian Clade  | Gabrielle Union      | Dinah Yonas Manna  |
| Callisto Mal    | Lucy Liu             | Ayla Kabaca        |
| Caspian         | Karan Soni           | Adam Portnoff      |
| Duffle          | Alan Tudyk           | Fredrik Hiller     |
| Kapten Pulk     | Adelina Anthony      | Angelika Prick     |
| Lonnie Redshirt | Abraham Benrubi      | Dick Eriksson      |
| Diazo           | Jonathan Melo        | Benjamin Tesfazion |
| Kardez          | Nik Dodani           | Cedrik Hammar      |
| Azimuth         | Francesca Reale      | Yamineth Dyall     |
| Radiopratare    | Alan Tudyk           | Dick Eriksson      |
| Berättarröst    | Alan Tudyk           | Andreas Nilsson    |